# Lycidola palliata
Lycidola palliata là một loài bọ cánh cứng trong họ Cerambycidae.